# Geissanthus
Geissanthus es un género de  arbustos de la familia  Primulaceae, subfamilia Myrsinoideae. Comprende 55 especies descritas y de estas, solo 51 aceptadas.

## Taxonomía
El género fue descrito por Joseph Dalton Hooker y publicado en Genera Plantarum 2(2): 642–643. 1876. La especie tipo es: Geissanthus bolivianus Britton. 

## Especies seleccionadas
- Geissanthus abditus
- Geissanthus ambiguus
- Geissanthus andinus
- Geissanthus angustiflorus
- Geissanthus argutus
- Lista completa de especies